# Улица Шишкова (Воронеж)
У́лица Шишко́ва находится в Коминтерновском районе Воронежа. Начинается от улицы Лидии Рябцевой, заканчивается у бульвара Победы.
На улице, в районе д. 70А, находится братская могила советских воинов, павших в Великую Отечественную войну.

## История
Начала застраиваться в 1937 году.
Первоначальное название — улица Громова, в честь советского лётчика Михаила Громова (1899—1985). В 1957 году переименована в улицу Шишкова, в честь писателя Вячеслава Яковлевича Шишкова (1873—1945).